# 李魁奇
李魁奇（？—1629年），泉州惠安人，明朝末年活躍於福建沿海的海盜，曾與劉香，鄭芝龍，顏思齊一同為海商李旦的手下。

## 生平
原本為鄭芝龍同夥海盜，但鄭芝龍受明朝招撫後，因分贓不均而決定和鄭芝龍拆夥，並招納鄭芝龍底下的叛逃者，和鄭芝龍作對。1629年，遭鄭芝龍進攻，被生擒，也有另一說被擊殺。

### 引用
1. ↑  臺灣外記，第36页
2. ↑  靖海紀略，第36页
3. ↑  靖海紀略，第56-57页
4. ↑  靖海志，第3页

### 書目
- 江日昇. . 臺灣文獻叢刊第60種 –臺灣文獻叢刊資料庫系統.
- 曹履泰. . 臺灣文獻叢刊第33種 –臺灣文獻叢刊資料庫系統.
- 彭孫貽. . 臺灣文獻叢刊第35種 –臺灣文獻叢刊資料庫系統.